# Premier Livre des Maccabées
Le premier Livre des Maccabées (abrégé 1 Maccabées) relate la révolte des Maccabées depuis le déclenchement de la révolte en Judée contre les souverains séleucides et jusqu’au règne de Jean Hyrcan Ier. Il couvre une période d’environ 40 ans entre 175 et 135 av. J.-C..
C’est un ouvrage d’inspiration nationaliste écrit par un juif anonyme fervent partisan de la dynastie hasmonéenne. Il se base sur des annales et cite des documents officiels. Le Livre a été composé aux alentours de 100 av. J.-C., après la mort de Simon mais  avant l’intervention de Pompée à Jérusalem en 63 av. J.-C., car l’auteur manifeste des sentiments favorables à Rome. Le Livre tel qu'il a été conservé est la traduction en grec d’un ouvrage en hébreu, peut-être le « Rouleau des Hasmonéens » dont Flavius Josèphe témoigne qu’il était lu à l’époque du second Temple par ses contemporains.
Ce Livre, comme les autres Livres des Maccabées, n’a cependant pas été inclus dans la Bible hébraïque, alors que, dans les canons chrétiens catholique et orthodoxe, il fait partie des Livres deutérocanoniques.

## L’auteur
L’auteur anonyme de I Maccabées semble être un proche contemporain voire un acteur des faits qu’il rapporte.